# 八哥猴 (電影)
《八哥猴》（IPA讀音：/tʃiˈuŋ waˈnara/）是一部在1941年上映的荷屬東印度（今印度尼西亞）電影，由楊永錫監製、執導，由R·蘇克蘭、埃莉·尤娜拉和A·B·朱乃迪主演，參演者還包括500名臨時演員和特約演員。故事改編自同名巽他族傳說，講述年輕的王子八哥猴擊敗殘暴的同父異母兄弟，成為加盧國國王的事蹟。
這部黑白電影是星辰影業第二部作品，在1941年8月18日上映，而且得到廣泛的宣傳。電影廣告強調了兩點，一是星辰邀請了古典文學研究家普爾巴扎拉卡擔任本片的歷史顧問，二是本片按照圖書編譯局審訂的版本進行改編。結果這部電影取得不俗的票房成績，也得到影評人的積極評價，但遭到觀眾的批評。本片至少上映到1948年，但如今很可能已經佚失。

## 劇情
故事發生在塞迦曆1255年（公元1333年），加盧國國王珀爾瑪那·迪庫蘇馬（Permana Dikoesoemah）和王后娜加寧茹（Naganingroem）恩愛非常，同時也受到臣民的愛戴。後來，珀爾瑪那國王接受大臣阿利亞·格波南（Aria Kebonan）的勸說，把王位禪讓給他，但要求對方遵守兩個諾言：一、要繼續尊重他，二、不許沾染娜加寧茹王后。説罷，珀爾瑪那國王就離開王宮，到遠處修行，結果得道成仙。阿利亞·格波南如願以償，登上王位，還在法術的影響下，變得和珀爾瑪那國王一模一樣，百姓也就看不出他其實是另一個人。
然而，阿利亞·格波南得不到百姓的歡迎。他一知道娜加寧茹和舊國王的妃子德威·龐惹娘（Dewi Pangrenjep）懷有身孕，便和龐惹娘設計，謀害娜加寧茹腹中的孩子。之後龐惹娘順利誕下一子，取名為阿利亞·邦加（Aria Banga），然後用一條小狗換掉娜加寧茹誕下的王子，再把小王子扔到河裏去。後來有一家農戶在河中發現小王子，把他救了上來，還給他起名叫八哥猴（Tjioeng Wanara）。
多年以後，八哥猴已經長大，成為一個年輕力壯的男子。阿利亞·邦加則登上王位，實行暴政，使得百姓怨聲載道。最後，八哥猴重返加盧國，罷黜阿利亞·邦加，然後把阿利亞·格波南和龐惹娘關進大牢。隨後，八哥猴把都城遷往巴查查蘭，在國內推行仁政，阿利亞·邦加則逃過牢獄之災，成為滿者伯夷王朝的開國君主。

## 製作過程

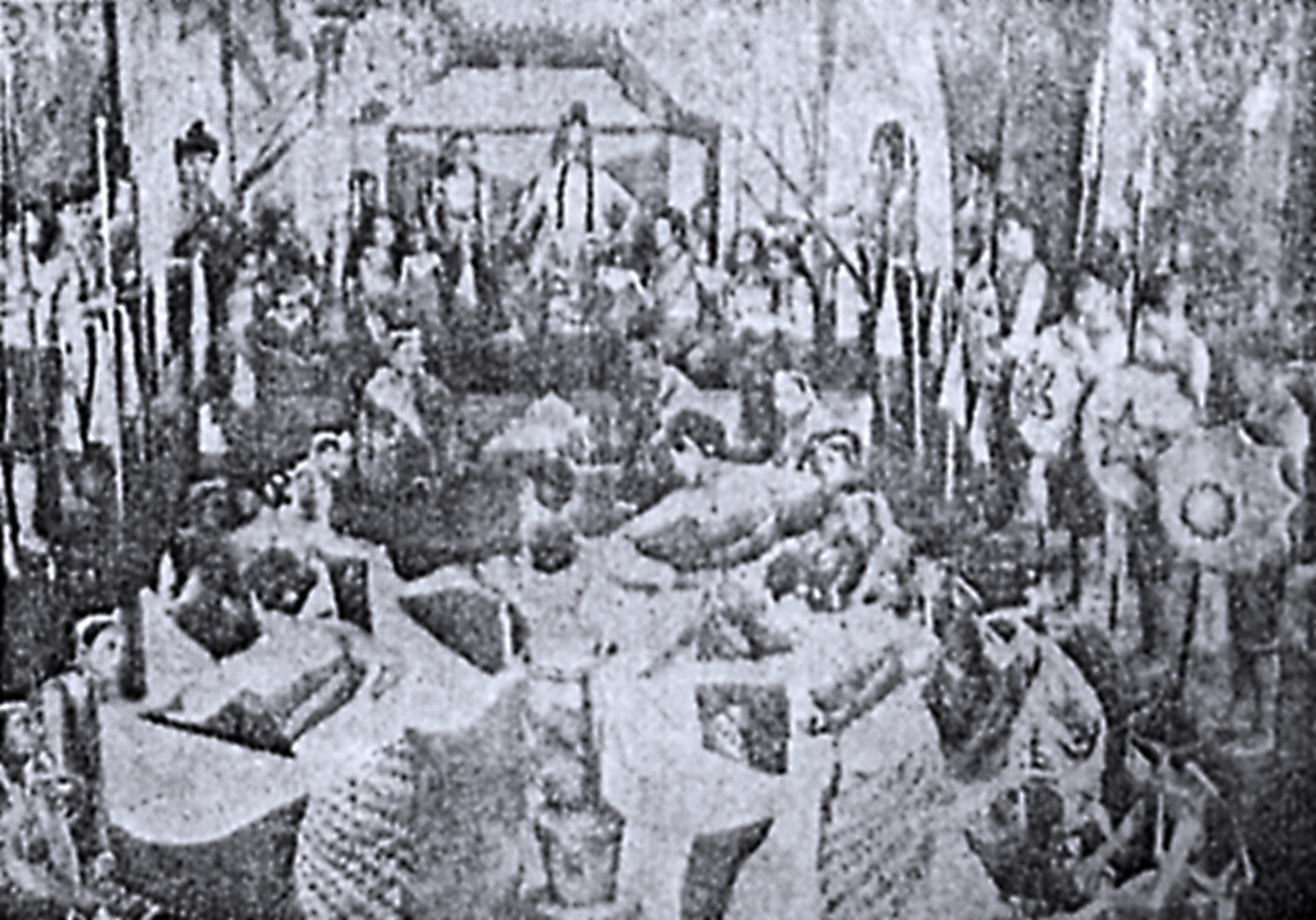
眾演員在電影裏齊聚一堂的情景

《八哥猴》是星辰影業第二部作品，也是導演兼監製楊永錫製作的第二部電影，僅次於《機智鬥士伯王梭》（1940年）。古典文學研究家普爾巴扎拉卡為這部黑白電影擔任歷史顧問，竺清賢則擔任攝影師。拍攝工作在1941年6月時已接近完成。
這部電影由R·蘇克蘭（R Sukran）、埃莉·尤娜拉、A·B·朱乃迪（AB Djoenaedi）、穆罕默德·阿里夫（Muhamad Arief）和S·瓦爾迪主演。瓦爾迪在1940年憑東方影業製作的電影《朱拜達》出道，並於同年轉投星辰影業，和初出茅廬的尤娜拉和阿里夫一起拍攝《機智鬥士伯王梭》，蘇克蘭和朱乃迪則在這部電影初試啼聲。本片還動用了500餘名臨時演員和特別演員演出，因此J·B·克里斯坦托（JB Kristanto）在《印尼电影目录》中表示，以規模而言，這部電影可算是荷屬東印度電影史上第一部「巨著」。
《八哥猴》由拉登·阿里芬編劇，故事改編自同名巽他族傳說，底本是M·A·薩爾門（M. A. Salmoen）在1938年改寫，然後交由圖書編譯局出版的版本。圖書編譯局是荷屬東印度政府的官營出版社，在當年經常把民間傳說輯錄成書。因此，《巴達維亞新聞報》一篇影評認為，電影劇情已經和本來的傳說大相徑庭，只有角色的名字是相同的。此外，電影還展示了斯林比舞等多種傳統藝術。

## 發行與反響
《八哥猴》適合所有年齡的觀眾欣賞，原定於1941年7月上映，後來延至1941年8月18日在座無虛席的巴達維亞（今雅加達）好麗安戲院（Orion）舉行首映禮。這部電影得到廣泛的宣傳，宣傳廣告除了反覆強調普爾巴扎拉卡為本片擔任顧問，還經常搬出圖書編譯局的招牌，為電影招攬觀眾。
《八哥猴》所獲得的評價褒貶不一。《泗水商報》一篇匿名影評對電影持肯定態度，視之為一部成功的傳說題材改編作品，該報另一篇影評也向讀者推薦這部電影。然而，印尼電影史學家米斯巴赫·尤薩·比蘭卻提到，有的觀眾認為這部電影「只不過是一齣搬上銀幕的哇揚翁戲或者格多柏拉戏。」

## 後續
《八哥猴》面世後，星辰影業又製作了3部電影，不過楊永錫從此不再擔任導演，阿里芬則離開公司，轉到馬戲團工作，比蘭認為，這是因為電影的反響欠佳，令他大失所望。尤娜拉、阿里夫和瓦爾迪之後繼續他們的電影生涯，尤娜拉後來成為了電影監製，阿里夫和瓦爾迪則當上導演。另一方面，蘇克蘭和朱乃迪自此之後就沒有拍攝過任何電影。星辰最終在1942年3月日軍入侵荷屬東印度之後結業。
《八哥猴》至少放映到了1948年6月，但如今很可能已经散佚。荷属东印度的电影胶卷以非常易燃的硝化纤维制成，1952年印尼國家電影製片廠的仓库失火，大部分物品毀於一旦，後來為了消除火災隱患，所有存放老電影的硝化纖維膠片都被銷毀。因此，美国视觉人类学家卡尔·G·海德推论，所有在1950年前制作的印尼电影均已散失。不过，克里斯坦托在《印尼电影目录》中表示，印尼电影资料馆把好几部荷属东印度电影保存下來。比蘭还指出，荷兰政府新闻处收藏了几部日本宣传电影，使之留存至今。

## 備註
1. ↑  原文：

## 腳註
1. ↑  Fientje 1941，第49頁.
2. 1 2 3 4  Biran 2009，第234頁.
3. 1 2 3 4  Filmindonesia.or.id, Tjioeng Wanara.
4. ↑  Filmindonesia.or.id, Kredit.
5. 1 2  Fientje 1941，第48頁.
6. ↑  Biran 2009，第246頁.
7. ↑  Biran 1979，第488頁.
8. 1 2  Filmindonesia.or.id, Sukran.
9. 1 2  Filmindonesia.or.id, Djoenaedi.
10. 1 2 3  Bataviaasch Nieuwsblad 1941, Filmaankondiging Orion.
11. ↑  Soerabaijasch Handelsblad 1941, (untitled).
12. ↑  Pertjatoeran Doenia dan Film 1941, Warta dari Studio.
13. ↑  Soerabaijasch Handelsblad 1941, Sampoerna 1.
14. ↑  Soerabaijasch Handelsblad 1941, Sampoerna 2.
15. 1 2  Biran 2009，第276頁.
16. ↑  Apa Siapa 1999，第175頁.
17. ↑  Biran 1979，第489頁.
18. ↑  Filmindonesia.or.id, Arief.
19. ↑  Pelita Rakjat 1948, (untitled).
20. ↑  Biran 2012，第291頁.
21. ↑  Heider 1991，第14頁.
22. ↑  Biran 2009，第351頁.